# Gnathoclita sodalis
Gnathoclita sodalis är en insektsart som beskrevs av Brunner von Wattenwyl 1895. Gnathoclita sodalis ingår i släktet Gnathoclita och familjen vårtbitare. Inga underarter finns listade i Catalogue of Life.